# Guillermo Centurión
Guillermo Christian Centurión Elizalde, noto semplicemente come Guillermo Centurión (Young, 23 luglio 2001), è un calciatore uruguaiano, portiere svincolato.

## Carriera
Cresciuto nel settore giovanile del Nacional, debutta in prima squadra il 15 gennaio 2020 in occasione dell'incontro di Primera División Profesional de Uruguay vinto ai rigori contro i Montevideo Wanderers.
Nell'agosto del 2021 viene prestato al Villa Española.
Nel 2023 va a giocare al Recreativo Huelva, nella terza divisione spagnola. Impiegato come portiere di riserva, debutta con il Recreativo il 25 maggio 2024, in occasione dell'ultima giornata di campionato, vinta 1-0 in casa contro l'Ibiza.

## Statistiche

### Presenze e reti nei club
Statistiche aggiornate all'8 marzo 2025.
| Stagione        | Squadra           | Campionato      | Campionato | Campionato | Coppe nazionali | Coppe nazionali | Coppe nazionali | Coppe continentali | Coppe continentali | Coppe continentali | Altre coppe | Altre coppe | Altre coppe | Totale | Totale |
| Stagione        | Squadra           | Comp            | Pres       | Reti       | Comp            | Pres            | Reti            | Comp               | Pres               | Reti               | Comp        | Pres        | Reti        | Pres   | Reti   |
| --------------- | ----------------- | --------------- | ---------- | ---------- | --------------- | --------------- | --------------- | ------------------ | ------------------ | ------------------ | ----------- | ----------- | ----------- | ------ | ------ |
| 2020            | Nacional          | PD              | 1          | -1         |                 | -               | -               |                    | -                  | -                  |             | -           | -           | 1      | -1     |
| 2021            | Nacional          | PD              | 0          | 0          |                 | -               | -               | CL                 | 2                  | -6                 |             | -           | -           | 2      | 0      |
| 2021            | Villa Española    | PD              | 8          | -18        |                 | -               | -               |                    | -                  | -                  |             | -           | -           | 8      | -18    |
| 2022            | Nacional          | PD              | 0          | 0          |                 | -               | -               | CL                 | 0                  | 0                  |             | -           | -           | 0      | 0      |
| 2023-2024       | Recreativo Huelva | PF              | 1          | 0          |                 | -               | -               |                    | -                  | -                  |             | -           | -           | 1      | 0      |
| 2024-2025       | Recreativo Huelva | PF              | 0          | 0          |                 | -               | -               |                    | -                  | -                  |             | -           | -           | 0      | 0      |
| Totale carriera | Totale carriera   | Totale carriera | 10         | -19        |                 | -               | -               |                    | 2                  | -6                 |             | -           | -           | 12     | -25    |